# Frozes
Frozes – miejscowość i gmina we Francji, w regionie Nowa Akwitania, w departamencie Vienne.
Według danych na rok 1990 gminę zamieszkiwało 327 osób, a gęstość zaludnienia wynosiła 38 osób/km² (wśród 1467 gmin regionu Poitou-Charentes, Frozes plasuje się na 691. miejscu pod względem liczby ludności, natomiast pod względem powierzchni na miejscu 907.).